# Amelia Sachs
Amelia Sachs – postać fikcyjna, policjantka, bohaterka książek autorstwa amerykańskiego powieściopisarza Jeffery’ego Deavera.

## Opis postaci
Jest córką policjanta, Hermana Sachsa, który przez całe swoje życie patrolował ulice (zmarł na raka). Zawsze go podziwiała i starała się mu dorównać. Ze swoją matką Rose nie ma najlepszych stosunków, zwłaszcza gdy ta zapada na demencję i zostaje umieszczona w domu opieki. 
Pracuje jako policjantka w wydziale ruchu drogowego. W czasie pełnienia służby znajduje zwłoki na stacji kolejowej i rozpoczyna współpracę z Lincolnem Rhyme’em, dla którego bada miejsca zbrodni.
Ma ognistorude włosy i nierzadko poobgryzane paznokcie. Jest znakomitym strzelcem, a także niezłym mechanikiem.

## Życie prywatne
W przeszłości pracowała jako modelka. Cierpi na artretyzm i klaustrofobię. Jest w związku z Lincolnem.

## Powieści z Amelią Sachs
- Kolekcjoner kości (The Bone Collector, 1997)
- Tańczący trumniarz (The Coffin Dancer, 1998)
- Puste krzesło (The Empty Chair, 2000)
- Kamienna małpa (The Stone Monkey, 2002)
- Mag (The Vanished Man, 2003)
- Dwunasta karta (The Twelfth Card, 2005)
- Zegarmistrz (The Cold Moon, 2006)
- Rozbite okno (The Broken Window, 2008)
- Pod napięciem (The Burning Wire, 2010)
- Pokój straceń (The Kill Room, 2013)
- Kolekcjoner skór (The Skin Collector, 2014)

## Ekranizacja
Postać Amelii Sachs została zekranizowana w filmie Kolekcjoner kości (1999), na podstawie książki o tym samym tytule. Jej rolę odegrała Angelina Jolie, natomiast rolę Rhyme’a – Denzel Washington.